# Liste der Staatsoberhäupter 124
Übersicht
◄◄ | ◄ | 120 | 121 | 122 | 123 | Liste der Staatsoberhäupter 124 | 125 | 126 | 127 | 128 | ► | ►►

Weitere Ereignisse

## Afrika
- Aksumitisches Reich
  - König: s. Aksumitisches Reich

- Reich von Kusch
  - König: Tamelerdeamani (114–134)

- Römisches Reich
  - Provincia Romana Aegyptus
    - Präfekt: Titus Haterius Nepos (120–124)
    - Präfekt: Petronius Quadratus (124–126?)

## Asien
- Armenien
  - König: Vologaeses I. (117–137)

- China
  - Kaiser: Han Andi (106–125)

- Iberien (Kartlien)
  - König: Parsmen II. (116–132)

- Indien
  - Satavahana
    - König: Gautamiputra Sātakarni (106–130)

- Japan (Legendäre Kaiser)
  - Kaiser: Keikō (71–130)

- Korea
  - Baekje
    - König: Giru (77–128)

  - Gaya
    - König: Suro (42–199?)

  - Silla
    - König: Jima Isageum (112–134)

- Kuschana
  - König: Kanischka I. (100–126)

- Osrhoene
  - König: Ma'nu VII. (123–139)

- Partherreich
  - Schah (Großkönig): Osroes I. (108–128)

- Römisches Reich
  - Provincia Romana Cappadocia
    - Legat: Gaius Bruttius Praesens (121–124)

## Europa
- Bosporanisches Reich
  - König: Sauromates I. (93/94–123/124)
  - König: Kotys II. (123/124–132/133)

- Römisches Reich
  - Kaiser: Hadrian (117–138)
    - Konsul: Manius Acilius Glabrio (124)
    - Konsul: Gaius Bellicius Flaccus Torquatus Tebanianus (124)
    - Suffektkonsul: Aulus Larcius Macedo (124)
    - Suffektkonsul: Publius Ducenius Verres (124)
    - Suffektkonsul: Gaius Iulius Gallus (124)
    - Suffektkonsul: Gaius Valerius Severus (124)

  - Provincia Romana Britannia
    - Legat: Aulus Platorius Nepos (122–125)

  - Provincia Romana Moesia inferior
    - Legat: Gaius Bruttius Praesens (124–128)